# Grzegorz Lato
Grzegorz Bolesław Lato (sinh 8 tháng 4 năm 1950 tại Malbork, Ba Lan) là cựu cầu thủ bóng đá người Ba Lan, chơi ở vị trí tiền đạo cánh phải, là cầu thủ giữ thành tích khoác áo đội tuyển Ba Lan nhiều lần nhất cho đến năm 2010 và Vua phá lưới tại World Cup 1974. Sự nghiệp cầu thủ của Lato gắn liền với kỉ nguyên vàng của bóng đá Ba Lan, bắt đầu bằng tấm huy chương vàng Olympic tại Munich năm 1972 và kết thúc vào một thập kỉ sau với vị trí thứ ba tại World Cup 1982 tại Tây Ban Nha, lập lại thành tích tại World Cup 1974 ở Đức.

## Tiểu sử

### World Cup 1974
Lato khoác áo đội tuyển Ba Lan 100 lần từ 1971 đến 1984 . Ông ghi được 45 bàn thắng, chỉ xếp sau Włodzimierz Lubański. Ngoài World Cup 1974, ông còn tham gia World Cup 1978 và World Cup 1982. Tại World Cup 1974, ông giành danh hiệu Vua phá lưới với 7 bàn thắng trong giải này. Trong một bảng đấu khó khăn, đội tuyển Ba Lan đã sớm gây ấn tượng khi đánh bại đương kim vô địch Argentina 3-2, trong đó Lato ghi 2 bàn, bàn đầu tiên chỉ sau 7 phút của trận đấu. Nối tiếp thành công đó, Ba Lan có trận thắng đậm thứ hai trong giải, 7-0 trước Haiti (trận đấu đậm nhất là chiến thắng 9-0 của Nam Tư trước Zaire), trong đó có 2 bàn thắng của Lato. Tại vòng hai, chủ công của câu lạc bộ Stal Mielec lại tiếp tục nhả đạn, ghi những bàn thắng quyết định vào lưới các đối thủ ở bảng B là Thuỵ Điển (1-0) và Nam Tư (2-1). Ở bán kết, khi Lato mất đi sức mạnh, Ba Lan đã chịu thua đội chủ nhà CHLB Đức một cách đáng tiếc 0-1 tại Frankfurt. Tuy nhiên, ông lại là nhân tố chính đưa Ba Lan giành huy chương đồng khi ghi bàn thắng duy nhất trong trận tranh giải ba trước Brasil.

### Sự nghiệp thi đấu quốc tế
Sau khi dừng bước tại vòng hai ở World Cup 1978 tại Argentina, giải đấu mà Lato ghi được bàn thắng vào lưới Tunisia và Brasil, tiền đạo này tiếp tục có được một tấm huy chương đồng nữa tại Tây Ban Nha năm 1982. Ông đã ghi bàn thắng cuối cùng trong màu áo đội tuyển trong giải này vào lưới Peru. Lato chính thức từ giã sự nghiệp thi đấu quốc tế vào tháng 4 năm 1984 sau trận đấu thứ 104 gặp Bỉ. Ông kết thúc sự nghiệp thi đấu cho đội tuyển Ba Lan với 45 bàn thắng và với một tỉ lệ ấn tượng là 0.43 bàn / trận đấu. Lưu trữ ngày 13 tháng 3 năm 2007 tại Wayback Machine Lato cũng giành được huy chương vàng Olympic 1972 và huy chương bạc Olympic 1976 với đội tuyển Olympic Ba Lan.

### Sự nghiệp ở câu lạc bộ
Lato gắn bó với câu lạc bộ Stal Mielec trong phần lớn sự nghiệp thi đấu của mình và dẫn dắt đội bóng tới chức vô địch Ba Lan năm 1973 và 1976, và lọt vào tứ kết Cúp UEFA mùa bóng 1975-76. Ông giành danh hiệu vua phá lưới tại giải vô địch vào các năm 1973 (13 bàn) và 1975 (19 bàn). Trong 272 lần khoác áo câu lạc bộ, ông đã ghi được 111 bàn trong giải vô địch bóng đá Ba Lan. Ba Lan cấm việc chuyển nhượng cầu thủ dưới 30 tuổi ra nước ngoài, do vậy đã cản trở cơ hội để Lato thể hiện tài năng của mình tại châu Âu. Ông đã từ chối lời mời cá nhân của Pelé đến chơi cho câu lạc bộ New York Cosmos, và vào năm 1980, ông bắt đầu chơi cho câu lạc bộ K.S.C. Lokeren của Bỉ. Ông cũng chơi bóng tại México mùa bóng 1982-83 cho câu lạc bộ CF Atlante và đã ghi được 15 bàn. Thời gian cuối trong sự nghiệp cầu thủ, ông chơi bóng tại Canada, chơi cho câu lạc bộ Polonia Hamilton vào giữa thập niên 1980 tại giải nghiệp dư ở Hamilton, Ontario, Canada.

### Cuộc sống sau khi từ giã trái bóng

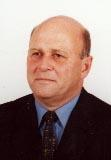
Chân dung thượng nghị sĩ Lato

Từ năm 2001 đến 2005, Lato, thành viên của Liên minh dân chủ cánh tả, là thượng nghị sĩ của Ba Lan.

## Đánh giá
Mặc cho những thành tích tại 3 kì World Cup mà ông tham dự, Lato không được bầu chọn là Cầu thủ vàng của Ba Lan trong dịp kỉ niệm 50 năm UEFA vào năm 2004 hay có tên trong danh sách 125 cầu thủ còn sống xuất sắc nhất của Pelé. Điều đó minh chứng cho ý kiến rằng Lato là một trong những cầu thủ không được đánh giá đúng mức nhất trong lịch sử bóng đá châu Âu. 

## Giải thưởng

### Cấp câu lạc bộ

#### Với câu lạc bộStal Mielec
- Vô địch quốc gia Ba Lan: 1973, 1976
- Á quân: 1975
- Hạng nhì Cúp quốc gia Ba Lan: 1976
- Tứ kết Cúp UEFA: 1976

#### Giải thưởng cá nhân
- Vua phá lưới giải vô địch Ba Lan: 1973, 1975
- Cầu thủ của năm của tạp chí Piłka Nożna: 1977
- Cầu thủ của năm của tạp chí Sport': 1974, 1977

### Cấp đội tuyển

#### Với đội tuyển Ba Lan
- Huy chương vàng Olympic: 1972
- Huy chương bạc Olympic: 1976
- Hạng ba World Cup: 1974, 1982

#### Giải thưởng cá nhân
- Vua phá lưới World Cup: 1974